# 乙醛酸
乙醛酸由一个醛基（-CHO）与一个羧基（-COOH）构成，其结构简式为HOCCOOH，分子式C2H2O3。

## 物理性质
水溶液为淡黄色。易溶于水，微溶于乙醇、乙醚、苯等有机溶剂。熔点98℃。

## 化学性质
由醛基（-CHO）与羧基（-COOH）共同决定。具体参见醛基与羧基。

## 制法

### 草酸电解法
草酸水溶液经电解还原，生成乙醛酸稀溶液，然后经蒸发、浓缩、冷冻、过滤逐渐提浓，最后得合格品包装。

### 乙二醛氧化法
乙二醛在催化剂作用下经空气或氧气氧化，生成乙醛酸，然后经精制提纯得成品。不足的氧气氧化乙二醛可以制得乙醛酸，反应如下：

另外，二氯乙酸与甲醇钠缩合得到二甲氧基乙酸钠，再用盐酸水解就生成乙醛酸。

### 催化氧气氧化乙二醛制乙醛酸法
讨论了反应机理.当催化剂用量在0.13～0.15 mol(每1 mol乙二醛),原料乙二醛的质量分数为25%,酸性介质使用路易斯酸0.11～0.13 mol(每1 mol乙二醛),反应温度40～50℃,氧气压力为0.5 MPa时,乙二醛转化率达到98.7%,氧化选择性79%,产率78%.这种方法与硝酸氧化法相比,较为安全、经济且具有环境污染小的特点,有工业化应用的前景.

## 用途
乙醛酸一种基本有机化工原料。可以用于制造化妆品的香味、日化品的香精，食品的香精。
医学上用做皮肤创伤的良好愈合剂。
生物学上植物生长调节剂等。
有色金属电镀采用乙醛酸代替有害的化学药品(如甲醛)作为还原剂, 在工业纯铝片、工业纯钛片、以TiN作为扩散防护层的硅片和以TiSiN作为扩散防护层的硅片等难镀材料实现了化学镀铜. 被覆铜镀层的表面形貌和晶粒结构的分析结果表明：不同基材对铜镀层的组织结构影响很大, 尤其在以TiN作为扩散防护层的硅片和以TiSiN作为扩散防护层的硅片上, 获得了由平均尺寸为50 nm的颗粒所构成的较精细镀层,为半导体器件采用铜金属化工艺提供了新的方法.
精细化工用作化妆品的调香剂和定香剂。